# پادشاهی نپال
پادشاهی نپال (نپالی: नेपाल अधिराज्य) یک پادشاهی هندو در جنوب آسیا بود که در سال ۱۷۶۸ با گسترش پادشاهی گورکا شکل گرفت که تا سال ۲۰۰۸ ادامه یافت و این پادشاهی به جمهوری فدرال دموکراتیک نپال تبدیل شد. به امپراتوری گورکا نیز معروف بود (نپالی: गोरखा अधिराज्य)، یا گاهی عسل هندوستان (نپالی: असल हिन्दुस्ता).  توسط شاه پریتوی نارایان شاه، پادشاه گورکا که ادعا می‌کرد منشأ خاس تاکوری است، تأسیس شد،  تا زمان لغو سلطنت نپال در سال ۲۰۰۸، به مدت ۲۴۰ سال وجود داشت. در این دوره، نپال به‌طور رسمی تحت حکومت سلسله شاه بود که درجات مختلفی از قدرت را در طول دوران پادشاهی اعمال می‌کرد.

## یادداشت ها
1. ↑  King Prithvi Narayan Shah self proclaimed the newly unified Kingdom of Nepal as Asal Hindustan ("Real Land of the Hindus") due to the remaining North India being ruled by the Islamic Mughal rulers. The self proclamation was done to enforce the Hindu social code of Dharmashastra over his reign and refer to his country as being inhabitable for people of Dharmic religions. He also referred Northern part of India as Mughlan (Country of Mughals) and called the region infiltrated by Muslim foreigners.[۲]
2. ↑  An account of the kingdom, however, argues that the dynasty is from Magar descent.[۳]